# Protaetia timorensis
Protaetia timorensis är en skalbaggsart som beskrevs av Conrad L. Schoch 1896. Protaetia timorensis ingår i släktet Protaetia och familjen Cetoniidae. Inga underarter finns listade i Catalogue of Life.